# Microrregión del Cariri
La microrregión del Cariri es una de las  microrregiones del estado brasileño del Ceará perteneciente a la mesorregión del  sur Cearense. Su población fue estimada en 2009 por el IBGE en 528.398 habitantes y está dividida en ocho municipios. Posee un área total de 4.115,828 km². El 2 de junio de 2009, fue aprobada en la Asamblea Legislativa del Ceará el mensaje del Ejecutivo que crea la Región Metropolitana del Cariri. La RMC será formada por los municipios de Juazeiro do Norte, Crato, Barbalha, Santana del Cariri, Misión Velha, Jardim y Nova Olinda, que pertenecen a la microrregión del Cariri, y también por los municipios de Caririaçu y  Farias Brito, que pertenecen a la vecina microrregión de Caririaçu.

## Municipios
- Barbalha
- Crato
- Farias Brito
- Jardim
- Juazeiro do Norte
- Missão Velha
- Nova Olinda
- Porteiras
- Santana do Cariri